# Residu (anàlisi complexa)
Un residu, en l'anàlisi complexa en matemàtiques, és un nombre complex que descriu el comportament de les integral curvilínies d'una funció meromorfa al voltant d'una singularitat. Un cop coneguts, els residus permeten la determinació d'integrals de camí més complicades mitjançant el teorema del residu.

## Definició
El residu d'una funció meromorfa {\displaystyle f} en una singularitat aïllada {\displaystyle a}, sovint denotat {\displaystyle \operatorname {Res} (f,a)} és el valor únic {\displaystyle R} tal que {\displaystyle f(z)-R/(z-a)} té una primitiva analítica en una corona circular {\displaystyle 0<\vert z-a\vert <\delta }. Alternativament, els residus es poden calcular trobant la sèrie de Laurent, i a vegades es defineixen en termes d'aquesta sèrie.

## Motivació
Com a exemple, considereu la integral de contorn
{\displaystyle \oint _{C}{e^{z} \over z^{5}}\,dz}
on C és alguna corba tancada simple al voltant de 0.
En avaluar aquesta integral sense fer servir teoremes integrals estàndards que poden estar disponibles. La Sèrie de Taylor per 
{\displaystyle e^{z}}
és coneguda, i se substitueix aquesta sèrie a l'integrand. La integral llavors esdevé
{\displaystyle \oint _{C}{1 \over z^{5}}\left(1+z+{z^{2} \over 2!}+{z^{3} \over 3!}+{z^{4} \over 4!}+{z^{5} \over 5!}+{z^{6} \over 6!}+\cdots \right)\,dz.}
Es porta el factror 1/z⁵ a la sèrie, així s'obté
{\displaystyle \oint _{C}\left({1 \over z^{5}}+{z \over z^{5}}+{z^{2} \over 2!\;z^{5}}+{z^{3} \over 3!\;z^{5}}+{z^{4} \over 4!\;z^{5}}+{z^{5} \over 5!\;z^{5}}+{z^{6} \over 6!\;z^{5}}+\cdots \right)\,dz}
{\displaystyle =\oint _{C}\left({1 \over \;z^{5}}+{1 \over \;z^{4}}+{1 \over 2!\;z^{3}}+{1 \over 3!\;z^{2}}+{1 \over 4!\;z}+{1 \over \;5!}+{z \over 6!}+\cdots \right)\,dz.}
La integral ara porta a una forma molt més simple. Recordant que
{\displaystyle \oint _{C}{1 \over z^{n}}\,dz=0,\quad n\in \mathbb {Z} ,{\mbox{ per a }}n\neq 1.}
Per tant, ara la integral al voltant de C de cada terme que no estigui en la forma cz −1 esdevé zero, i la integral es redueix a
{\displaystyle \oint _{C}{1 \over 4!\;z}\,dz={1 \over 4!}\oint _{C}{1 \over z}\,dz={1 \over 4!}(2\pi i)={\pi i \over 12}.}
El valor 1/4! és el residu de e z /z ⁵ a z = 0, i es nota com
{\displaystyle \mathrm {Res} _{0}{e^{z} \over z^{5}},\ \mathrm {o} \ \mathrm {Res} _{z=0}{e^{z} \over z^{5}},\ \mathrm {o} \ \mathrm {Res} (f,0).}

## Càlcul de residus
Suposeu que es dona una corona circular D = {z : 0 < |z − c | < R } al pla complex i f és una funció holomorfa definida (com a mínim) sobre D. El residu Res(f, c) de f a c és el coeficient a−1 de (z − c)−1 en la sèrie de Laurent de f al voltant de c. Hi ha diversos mètodes per calcular aquest valor, i l'elecció de quin mètode utilitzar depèn de la funció en qüestió, i de la natura de la singularitat.
Segons la fórmula integral de Cauchy, es té:
{\displaystyle \operatorname {Res} (f,c)={1 \over 2\pi i}\int _{\gamma }f(z)\,dz}
on γ descriu una circumferència al voltant de c sentit contrari a les agulles del rellotge. Es pot escollir el camí γ perquè sigui una circumferència de radi ε al voltant c, on ε és tan petit com es desitgi. Això es pot fer servir per al càlcul en casos on la integral es pot calcular directament, però normalment succeeix que els residus es fan servir per simplificar càlcul d'integrals, i no l'inreves.

### Sigularitats eliminables
Si la funció f pot ser estesa a una funció holomòrfica a tot el cercle { z : |z − c | < R }, llavors Res(f, c) = 0. El contrari no és cert en general.

### Pols simples
En un pol simple c, el residu de f ve donat per:
{\displaystyle \operatorname {Res} (f,c)=\lim _{z\to c}(z-c)f(z).}
Pot ser que la funció f es pugui expressar com a quocient de dues funcions, f(z)=g((z)/h(z), on g i h són funcions holomorfes en un veinatge amb un forat de c, amb h(c) = 0 i h'(c) ≠ 0. En tal cas, la fórmula citada se simplifica a:
{\displaystyle \operatorname {Res} (f,c)={\frac {g(c)}{h'(c)}}.}

### Fórmula límit per pols d'ordre superior
De forma més general, si c és un pol d'ordre n, llavors el residu de f al voltant de z = c es pot trobar per la fórmula:
{\displaystyle \mathrm {Res} (f,c)={\frac {1}{(n-1)!}}\lim _{z\to c}{\frac {d^{n-1}}{dz^{n-1}}}\left((z-c)^{n}f(z)\right).}
Aquesta fórmula pot ser molt útil en determinar els residus per a pols d'ordre baix. Per a pols d'ordre més alts, els càlculs es poden tornar inmanegables, i el desenvolupament en sèrie normalment és més fàcil. També per singularitats essencials, els residus sovint s'han d'obtenir directament de desenvolupaments en sèrie.

### Mètodes basats en sèries
Si parts o tota una funció es poden desenvolupar en sèrie de Taylor o en sèrie de Laurent, el que és possible si les parts o la totalitat de la funció té un desenvolupament en sèrie estàndard, llavors calcular el residu és significativament més simple que per altres mètodes.
1. Com a primer exemple, considereu calcular els residus a les singularitats de la funció
{\displaystyle f(z)={\sin {z} \over z^{2}-z}}
que es pot fer servir per calcular certes integrals de contorn. Aquesta funció sembla tenir una singularitat a z = 0, però si es factoritza el denominador i així escriu la funció com 
{\displaystyle f(z)={\sin {z} \over z(z-1)}}
és clar que la singularitat a z = 0 és una singularitat eliminable i llavors el residu a z = 0 és per aquest motiu 0.
L'única altra singularitat és a z = 1. Recordeu l'expressió de la sèrie de Taylor per a una funció g(z) sobre z = a:
{\displaystyle g(z)=g(a)+g'(a)(z-a)+{g''(a)(z-a)^{2} \over 2!}+{g'''(a)(z-a)^{3} \over 3!}+\cdots }
Així, per g(z) = sin z i a = 1 es té
{\displaystyle \sin {z}=\sin {1}+\cos {1}(z-1)+{-\sin {1}(z-1)^{2} \over 2!}+{-\cos {1}(z-1)^{3} \over 3!}+\cdots .}
i per g(z) = 1/z i a = 1 es té
{\displaystyle {\frac {1}{z}}={\frac {1}{(z-1)+1}}=1-(z-1)+(z-1)^{2}-(z-1)^{3}+\cdots .}
Multiplicant les dues sèries i introduint 1/(z  − 1) dona
{\displaystyle {\frac {\sin {z}}{z(z-1)}}={\sin {1} \over z-1}+(\cos {1}-\sin 1)+(z-1)\left(-{\frac {\sin {1}}{2!}}-\cos 1+\sin 1\right)+\cdots .}
Així el residu de f(z) a z = 1 és sin 1.
2. El pròxim exemple mostra que, en calcular un residu per desenvolupament en sèrie, hi té un paper essencial el teorema d'inversió de Lagrange. Sigui 
{\displaystyle u(z):=\sum _{k\geq 1}u_{k}z^{k}}
una funció entera, i sigui 
{\displaystyle v(z):=\sum _{k\geq 1}v_{k}z^{k}}
amb radi de convergència positiu, i amb {\displaystyle \textstyle v_{1}\neq 0}. Així {\displaystyle \textstyle v(z)} té una inversa local {\displaystyle \textstyle V(z)} a 0, i {\displaystyle \textstyle u(1/V(z))} és meromorfa a 0. Llavors es té:
{\displaystyle \mathrm {Res_{0}} {\big (}u(1/V){\big )}=\sum _{n=0}^{\infty }ku_{k}v_{k}}.
En efecte,
{\displaystyle \mathrm {Res_{0}} {\big (}u(1/V){\big )}=\mathrm {Res_{0}} {\Big (}\sum _{k\geq 1}u_{k}V(z)^{-k}{\Big )}=\sum _{k\geq 1}u_{k}\mathrm {Res_{0}} {\big (}V(z)^{-k}{\big )}}
perquè la primera sèrie convergeix uniformement a qualsevol cercle petit al voltant de 0. Utilitzant el teorema d'inversió de Lagrange 
{\displaystyle \mathrm {Res_{0}} {\big (}V(z)^{-k}{\big )}=kv_{k}},
i s'aconsegueix l'expressió citada. Fixeu-vos que, amb les suposicions simètriques més fortes corresponents a {\displaystyle \textstyle u(z)} i {\displaystyle \textstyle v(z)}, també resulta 
{\displaystyle \mathrm {Res_{0}} {\big (}u(1/V){\big )}=\mathrm {Res_{0}} {\big (}v(1/U){\big )}},
on {\displaystyle \textstyle U(z)} és una inversa local de {\displaystyle \textstyle u(z)} a les 0.